# 의안수
의안수 이회(義安守 李淮, 1616년 ~ ?년)은 조선 중기의 왕족으로 덕흥대원군의 증손이며, 종실 진산군 이유령(珍山君 李有齡)의 3남이다.

## 생애
이회는 덕흥대원군의 증손이며, 선조의 백형 하원군의 손자이다. 아버지는 종실 진산군 이유령(珍山君 李有齡)이고, 어머니는 참의(參議) 나주인(羅州人) 나회길(羅晦吉)의 딸로 현부인 나주나씨(縣夫人 羅州羅氏)이다.
부인은 선무랑(宣務郞) 화순인(和順人) 최홍집(崔弘緝)의 딸로 신인 화순최씨(愼人 和順崔氏)와 나주인(羅州人) 나석필(羅錫弼)의 딸로 신인 나주나씨(愼人 羅州羅氏)이다.
진산군의 3남으로 1616년(광해 8) 탄생하였다. 창선대부(彰善大夫) 의안수(義安守)에 봉작받고 별세하여 경기도 의왕시 청계동 태안골 선영 국내에 예장하였다.

## 가족 관계
- 아버지 : 진산군 이유령(珍山君 李有齡)
- 어머니(계모) : 현부인 고령신씨(縣夫人 高靈申氏, 1583년 - 1606년), 참의(參議) 고령인(高靈人) 신응주(申應澍)의 딸.
- 어머니(생모) : 현부인 나주나씨(縣夫人 羅州羅氏, 1586년 - 1644년), 참의(參議) 나주인(羅州人) 나회길(羅晦吉)의 딸.
- 1부인 : 신인 화순최씨(愼人 和順崔氏), 선무랑(宣務郞) 화순인(和順人) 최홍집(崔弘緝)의 딸.
  - 아들(양자) : 이관한(李觀漢), 이복형 영안군 이수(靈安君 李洙)의 2남.
- 2부인 : 신인 나주나씨(愼人 羅州羅氏, 1610년 - 1683년), 나주인(羅州人) 나석필(羅錫弼)의 딸.
  - 아들 : 이동한(李東漢)
  - 딸 : 이송(李松)에게 출가.